# 沈楩
沈楩（1537年—？），字材叔，號襟江，浙江杭州府仁和縣人，匠籍，明朝政治人物。

## 生平
嘉靖四十三年（1564年）甲子科浙江鄉試第六名舉人。嘉靖四十四年（1565年）中式乙丑科三甲第一百一十四名進士。通政司观政，本年八月授凤阳府推官，隆慶二年（1568年）六月升刑部主事，丁忧。万历二年（1574年）六月改湖广道御史，三年八月差查刷光禄寺，四年四月养病。六年十一月復除本道，差巡按应天，七年二月升四川佥事，四月患病致仕。

## 家族
曾祖沈時，義官；祖父沈鑑，序班；父沈董，鴻臚寺署丞、累封御史。母陸氏，封孺人。兄柟、弟栻（监生）、彬（庠生）、模。